# Poste de pesage de Christiansted
Le poste de pesage est situé à Christiansted dans les Îles Vierges des États-Unis. Il fait partie du Site historique national de Christiansted.

## Historique
Le poste de pesage, construit en 1856 en remplacement d'une structure en bois de 1840, servait à peser la canne à sucre et les tonneaux de rhum avant leur exportation vers les pays européens et l'Amérique. À partir de là, le sucre était consigné, emballé et placé sur des bateaux. Le poste permettait également d'inspecter les marchandises importées. Le bureau du peseur était au premier étage tandis que les soldats étaient cantonnés au dernier étage.